# Madera kommun
Madera är en kommun i Mexiko.   Den ligger i delstaten Chihuahua, i den nordvästra delen av landet, 1 400 km nordväst om huvudstaden Mexico City. Antalet invånare är 29 611. Arean är 8 159 kvadratkilometer.
Terrängen i Madera är bergig västerut, men österut är den kuperad.
Följande samhällen finns i Madera:
- San Pedro Madera
- El Largo
- Las Varas
- Socorro Rivera
- Presón de Golondrinas
- Ejido Jesús García
- Agua Amarilla
- El Cable
- Santa Rita